# Gordon Audley
Gordon Vernon Audley (20. dubna 1928 Winnipeg, Manitoba – 12. října 2012) byl kanadský rychlobruslař.
Rychlobruslení se věnoval od dětství, v letech 1947, 1949 a 1951 vyhrál kanadské mistrovství. Startoval na Zimních olympijských hrách 1948, kde ve sprintu na 500 m skončil patnáctý a na patnáctistovce se umístil na 32. místě. Největšího mezinárodního úspěchu, bronzové medaile v závodě na 500 m, dosáhl na zimní olympiádě 1952. Zúčastnil se také ZOH 1956, zde dobruslil na 25. příčce na pětistovce a na 53. místě na trati 1500 m. Téhož roku startoval také na Mistrovství světa. Sportovní kariéru ukončil v roce 1957.